# 路德维希·蒙德
路德维希·蒙德（英語：Ludwig Mond，1839年3月7日—1909年12月11日）是一名出生於德國的英國化學家和工業家。他發現了一類重要的、以前不為人知的、被稱為金屬羰基的化合物。

## 教育和职业经历
出生于卡塞尔的一个犹太人家庭。先后在他家乡的马尔堡大学的阿道夫·威廉·赫尔曼·科尔贝和海德堡大学的罗伯特·威廉·本生的指导下学习化学但从未取得学位。在1862年来到英国实业家约翰·哈钦森在英国威德尼斯的工厂工作前先后在德国和荷兰等地的企业工作。1864年至1867年期间路德维希·蒙德在荷兰的乌德勒支P. Smits & de Wolf的实业项目做过工作随后回到威德尼斯并与哈钦森开展合作，在与约翰·哈钦森的合作中开发了一种从勒布朗制碱法的副产物获取单质硫的方法。
1872年路德维希·蒙德开始与发明了氨碱法用于制取纯碱的比利时实业家欧内斯特·索尔维接触。随后的多年中他与英国实业家约翰·布伦纳合作实现了氨碱法的商业化。他们创立了卜内门公司并在英国诺斯维奇的温宁顿建立工厂，蒙德解决了氨碱法在大规模工业生产中的一些工艺问题并在1880年建立起了可靠的整套氨碱法生产工艺流程。在随后的20年中卜内门公司成为了当时世界上最大的纯碱生产商。
在此之后，蒙德继续研究新的化工生产工艺。他发现了四羰基镍。蒙德利用四羰基镍容易升华以及加热易分解的化学性质，通过一氧化碳与从矿石冶炼得到的杂质含量较高的粗镍反应得到四羰基镍随后加热分解的方法开发出了纯化金属镍的蒙德法。蒙德利用开发出的蒙德法成立了蒙德镍业公司（Mond Nickel Company）。从加拿大开采出的镍矿石经过初步富集后装船运至蒙德在威尔士的斯旺西附近的Clydach的工厂利用蒙德法进行最后的纯化提炼生产金属镍。

## 获得的荣誉和做出的捐赠
蒙德和亨利·羅斯科合作将原本只是地区性规模的兰开夏化学学会扩大为全国性规模的化学工业学会,并在1888年被选为该学会的主席。1891年入选皇家学会。他还是德国化学会和普鲁士科学院的会员。
蒙德生前向多个学术团体做出过捐赠，其中包括皇家学会、英国皇家研究院。在他的遗嘱中他将遗产捐赠给了家乡卡塞尔和多个犹太人的慈善团体，晚年他将个人收藏的大部分名家绘画作品捐献给了英国伦敦的国家美术馆。他的妻子将蒙德拥有的德文文献资料捐献给了伦敦国王学院。